# Mole Creek
Mole Creek ist eine Kleinstadt im Norden des australischen Bundesstaates Tasmanien. Sie liegt am Mittellauf des Mersey River im nördlichen Vorland der Great Western Tiers. Bei der Volkszählung 2016 wurden 188 Einwohner gezählt.

## Verkehr
Am 5. April 1890 wurde die Eisenbahnstrecke nach Mole Creek eröffnet. Hauptsächlich wurde darauf Holz für die Papiermühle in Burnie transportiert, später auch Holzchips für Bell Bay. Seit den 1920er-Jahren spielte der Personentransport die Hauptrolle. 1985 wurden die Zugläufe eingestellt und 1992 die Linie endgültig aufgelassen.
Auf der Mole Creek Main Road (B12) ist die Stadt von Osten her aus Richtung Deloraine zu erreichen.

## Bildung
Zum Grundschulbezirk des Ortes zählen auch andere Siedlungen des Distrikts, wie Chudleigh und Caveside.  Die nächste weiterführende Schule befindet sich im Mittelzentrum Deloraine.

## Wirtschaft
Mole Creek ist bekannt für seinen Honig und liefert ca. 35 % des gesamten tasmanischen Honigs, auch den von den Blüten der tasmanischen Scheinulme (Leatherwood, ein bekannter sortenreiner Honig), der in Tasmanien einzigartig ist und weltweit vertrieben wird.

## Tourismus
Der Trowunna Wildlife Park, nur wenige Kilometer von der Gemeinde entfernt, ist eine bekannte Sehenswürdigkeit in der Gegend. Hier werden zahlreiche endemische Tierarten gehalten, einige, wie Kängurus, auch freilaufend innerhalb des Parkgeländes. Insbesondere werden hier die Tasmanischen Teufel gehalten und untersucht.
Südwestlich der Stadt, bei Mayberry, befindet sich der Mole-Creek-Karst-Nationalpark mit den seit mehr als 100 Jahren zu besichtigenden Kalksteinhöhlen Marakoopa Cave und King Solomons Cave.